# Domèvre-en-Haye
Pour les articles homonymes, voir Domèvre et -en-Haye.
Domèvre-en-Haye [dɔmɛvʁ ɑ̃ ɛ] est une commune française située dans le département de Meurthe-et-Moselle en région Grand Est.

## Géographie

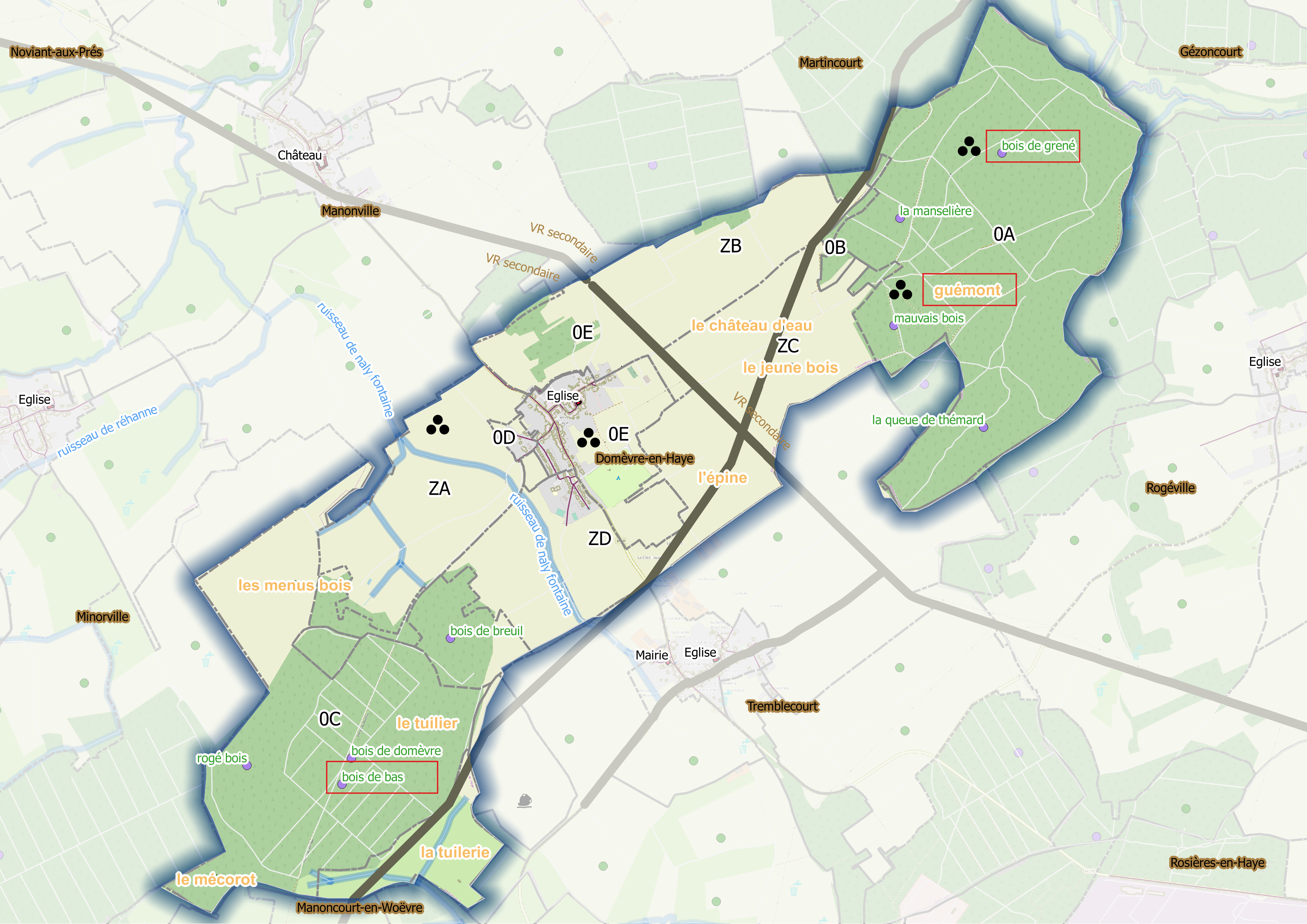
Fig. 1 - Domèvre-en-Haye (ban communal).

Village à flanc de coteau, ancien village de vignerons.
D’après les données Corine land Cover, le ban communal de 861 hectares comprend en 2011, plus de  48 % de terres arables et de prairies,  42 % de forêt et seulement moins d'1 % de zones urbanisées.
Le territoire est arrosé par le ruisseau de Naly-fontaine et comporte plusieurs sources, ce ruisseau n'est pas recensé par le SANDRE, mais le ruisseau de l'Esch(e) (parfois orth. Ache ou Esse) arrose la commune sur 820 mètres.
L'altitude moyenne est de 220 mètres environ.
Des éléments permettent de supposer que le village s'est formé à proximité d'un établissement gallo-romain le long d'une voie secondaire reliant la voie romaine Toul-Metz à la commune de Pannes. (Fig. 1 - ban communal)
Comme d'autres communes dans la région touloise, Domèvre a été le lieu de productions manufacturées à base d'argile étant donné la disponibilité de l'eau (nombreux ruisseaux) et surtout de matière première : l'argile de la Woëvre. Une tuilerie a fonctionné sur ce territoire au sud-ouest du village (Section C parcelle 488).

### communes limitrophes
| Manonville | Martincourt          | Gézoncourt   |
| Minorville | Domèvre-en-Haye      | Rogéville    |
| Minorville | Manoncourt-en-Woëvre | Tremblecourt |

### Hydrographie

#### Réseau hydrographique
La commune est dans le bassin versant du Rhin au sein du bassin Rhin-Meuse. Elle est drainée par le ruisseau d'Esche,.
L'Esch, d'une longueur de 46 km, prend sa source dans la commune de Geville et se jette  dans la Moselle à Blénod-lès-Pont-à-Mousson, après avoir traversé 19 communes. 

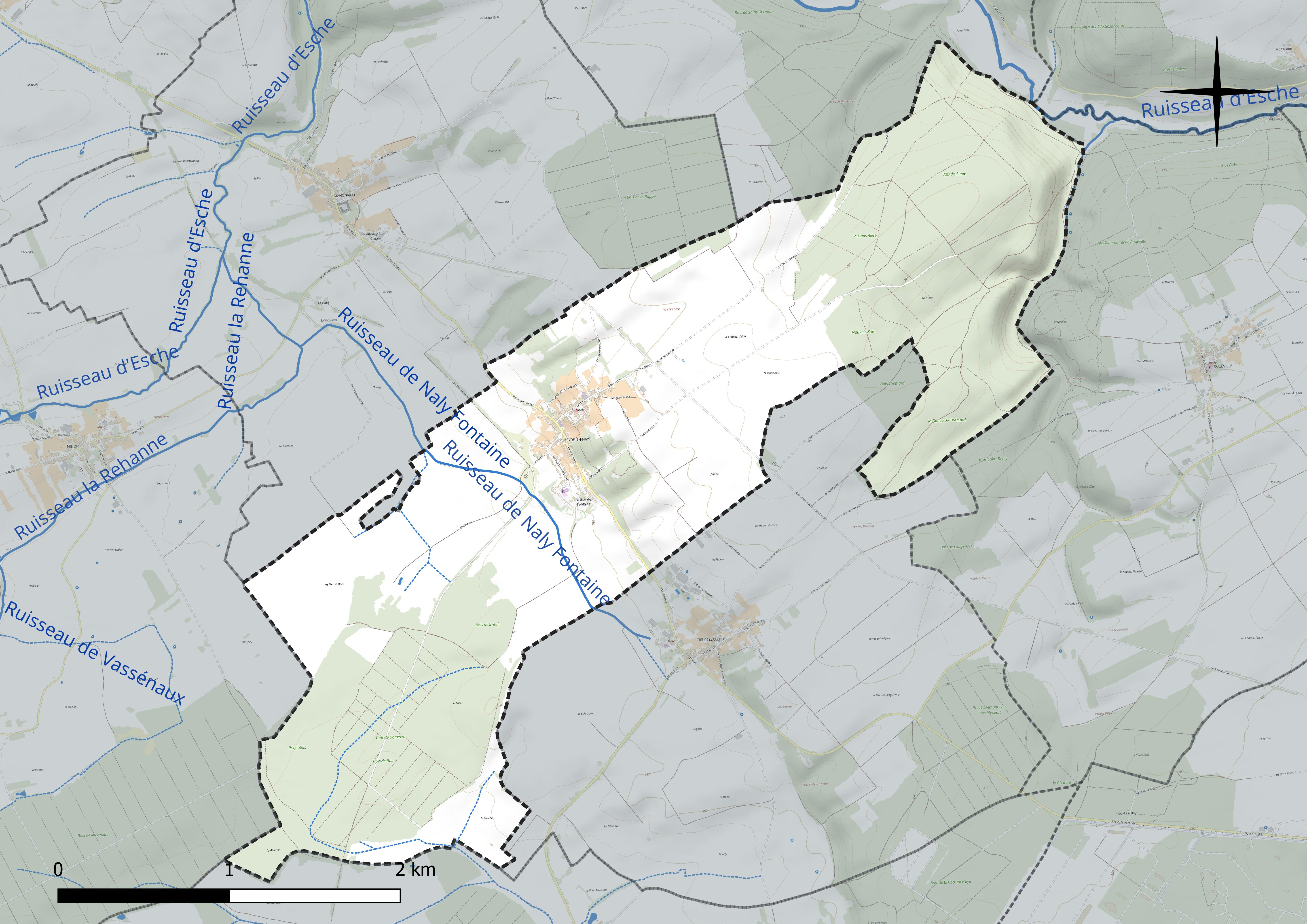
Réseau hydrographique de Domèvre-en-Haye.

#### Gestion et qualité des eaux
Le territoire communal est couvert par le schéma d'aménagement et de gestion des eaux (SAGE) « Rupt de Mad, Esch, Trey ». Ce document de planification concerne les bassins versants du Rupt de Mad, de l’Esch et du Trey. Le périmètre a été arrêté le 2 juin 2014, la commission locale de l'eau (CLE) a été créée le 20 juin 2017, puis modifiée le 26 mars 20210. La structure porteuse de l'élaboration et de la mise en œuvre est le Parc naturel régional de Lorraine. 
La qualité des cours d’eau peut être consultée sur un site dédié géré par les agences de l’eau et l’Agence française pour la biodiversité. 

### Climat
Pour des articles plus généraux, voir Climat du Grand Est et Climat de Meurthe-et-Moselle.
En 2010, le climat de la commune est de type climat des marges montargnardes, selon une étude du Centre national de la recherche scientifique s'appuyant sur une série de données couvrant la période 1971-2000. En 2020, Météo-France publie une typologie des climats de la France métropolitaine dans laquelle la commune est dans une zone de transition entre le climat océanique altéré et le climat océanique altéré et est dans la région climatique  Lorraine, plateau de Langres, Morvan, caractérisée par un hiver rude (1,5 °C), des vents modérés et des brouillards fréquents en automne et hiver. 
Pour la période 1971-2000, la température annuelle moyenne est de 9,5 °C, avec une amplitude thermique annuelle de 16,7 °C. Le cumul annuel moyen de précipitations est de 843 mm, avec 12,1 jours de précipitations en janvier et 9,2 jours en juillet. Pour la période 1991-2020, la température moyenne annuelle observée sur la station météorologique de Météo-France la plus proche, « Nonsard », sur la commune de Nonsard-Lamarche à 18 km à vol d'oiseau, est de 10,7 °C et le cumul annuel moyen de précipitations est de 690,8 mm. 
La température maximale relevée sur cette station est de 40,1 °C, atteinte le 25 juillet 2019 ; la température minimale est de −17 °C, atteinte le 1er mars 2005,,. 
Les paramètres climatiques de la commune ont été estimés pour le milieu du siècle (2041-2070) selon différents scénarios d'émission de gaz à effet de serre à partir des nouvelles projections climatiques de référence DRIAS-2020. Ils sont consultables sur un site dédié publié par Météo-France en novembre 2022.

## Urbanisme

### Typologie
Au 1er janvier 2024, Domèvre-en-Haye est catégorisée commune rurale à habitat dispersé, selon la nouvelle grille communale de densité à sept niveaux définie par l'Insee en 2022.
Elle est située hors unité urbaine. Par ailleurs la commune fait partie de l'aire d'attraction de Nancy, dont elle est une commune de la couronne,. Cette aire, qui regroupe 353 communes, est catégorisée dans les aires de 200 000 à moins de 700 000 habitants,.

### Occupation des sols
L'occupation des sols de la commune, telle qu'elle ressort de la base de données européenne d’occupation biophysique des sols Corine Land Cover (CLC), est marquée par l'importance des territoires agricoles (51,2 % en 2018), une proportion identique à celle de 1990 (51,2 %). La répartition détaillée en 2018 est la suivante : forêts (42,4 %), terres arables (40,9 %), zones agricoles hétérogènes (7,4 %), milieux à végétation arbustive et/ou herbacée (6,3 %), prairies (3 %). L'évolution de l’occupation des sols de la commune et de ses infrastructures peut être observée sur les différentes représentations cartographiques du territoire : la carte de Cassini (XVIIIe siècle), la carte d'état-major (1820-1866) et les cartes ou photos aériennes de l'IGN pour la période actuelle (1950 à aujourd'hui).

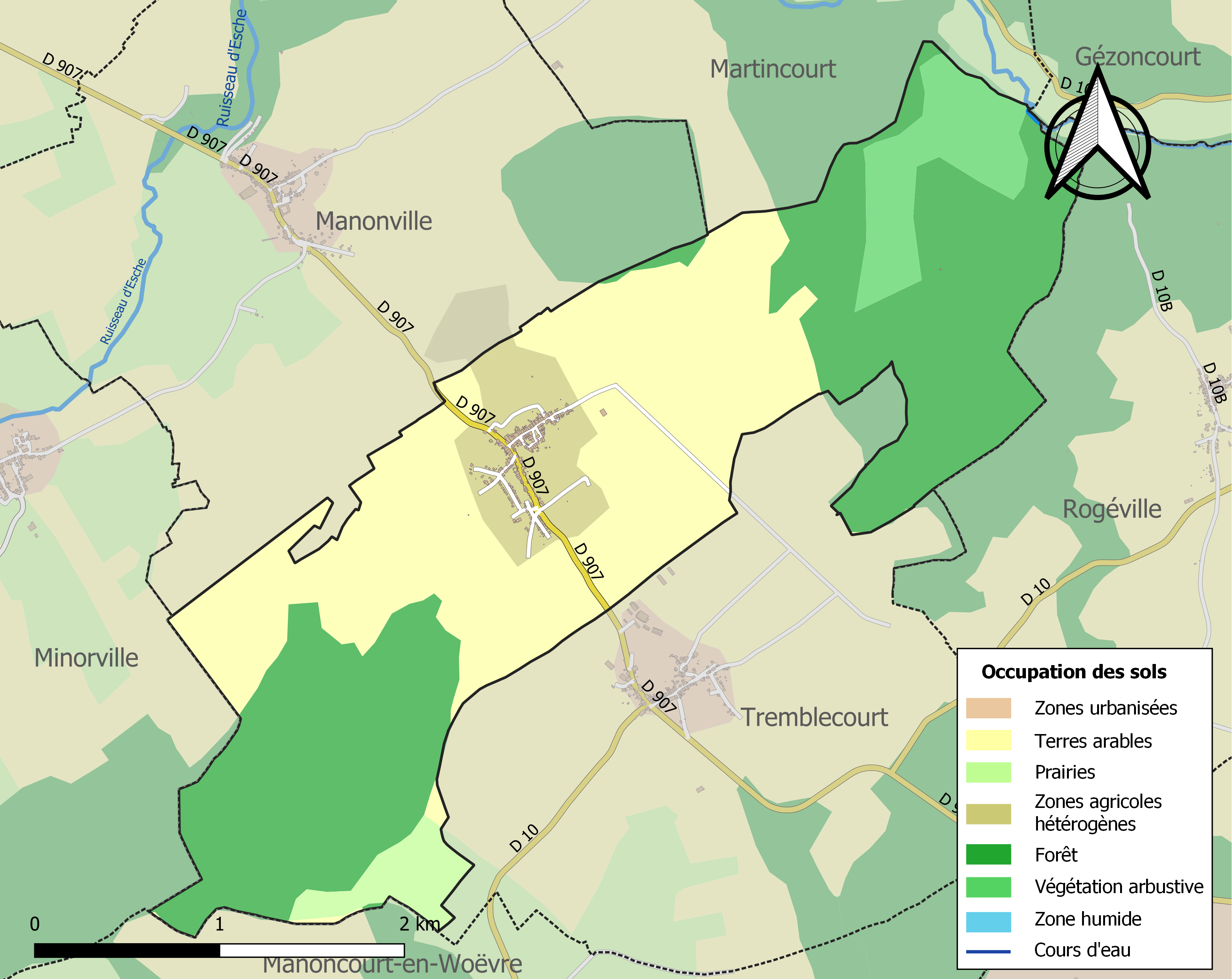
Carte des infrastructures et de l'occupation des sols de la commune en 2018 (CLC).

## Toponymie
Ecclesia Domni Apri ; Nicolaus de Domevria (1135) ; Rodulfus de Domeivre (1184) ; Dommeivre (1404) et Dompmeivre (1498), sont les graphies recensées par le Dictionnaire topographique du département de la Meurthe.
Le toponyme, apparu au Xe siècle sous la forme (ecclesia) Domni Apri, vient du latin médiéval Domnus Aper, où Domnus, littéralement seigneur, maître, désigne le saint. Cet hagiotoponyme, qui fait d'un saint le maître et le protecteur d'un lieu et de ses habitants, est fréquent au Haut Moyen Âge. Saint Èvre, sous la graphie humaniste et désuète Epvre, septième évêque de Toul, était particulièrement vénéré dans ce diocèse (on y compte une cinquantaine d'églises qui lui sont dédiées).

Aper signifie sanglier en latin.
Haye est dérivé de hêtraie. Le village faisait anciennement partie des « terres de Haye », issu de la toponymie médiévale montrant que ce nom a été donné à des forêts clôturées dès le haut Moyen Âge, dénomination historique de la Forêt de Haye, d'après Henri Lepage.

## Histoire

### Préhistoire et antiquité
L’occupation du territoire communal doit être ancienne puisque les chroniques archéologiques signalent la découverte de sépultures de l'âge du Bronze.Par ailleurs le Musée lorrain détient un vase romain découvert sur le ban communal.

### Moyen Âge
La paroisse dépendait de deux seigneurs, E. Grosse cite le seigneur de Viange, mais de par son toponyme on comprend bien que le village fut étroitement lié à l'abbaye de Saint-Evre.

Dans une notice sur les seigneurs de Manonville H. LEFEVBRE indique
«Nous savons seulement qu'en 1395, intervint un accord en date du 19-e jour de juin, entre Marguerite de Haraucourt, veuve de Thirion, seigneur de Manonville, et les habitants de Domêvre, par lequel ces derniers furent déchargés de la main-morte et de diverses autres servitudes. Le titre de cet accord n'existe malheureusement plus et nous en ignorons les détails. Il a été produit par les habitants de Domêvre, lors de la vérification du dénombrement présenté par Henri de Beauvau, en 1613. C'était un acte sur parchemin passé devant l'official de Toul. Dans la déclaration de la communauté en 1700, il est dit que les habitants ont un droit d'usage sur un bois appelé les Bois-bas (Fig. 1) de 150 arpens, mesure de Bar,...».
Il y signale également d'anciennes forges au lieu-dit "au Pied de la côte que recouvre la forêt de Gueumont ou de Grenet" (Fig. 1 "guémont") et que l'emplacement des bois de Gueumont dut être habité puisque vers 1867, on y a découvert un vieux puits au fond duquel on a retrouvé, sous une épaisse couche de pierres, une statue équestre mutilée, et une autre très fruste représentant un personnage barbu accroupi et tenant en sa main un objet informe.
ll existait également, d'après cette notice, autrefois un moulin appelé le moulin de Grenet, entre les bans de Rogéville et de Domèvre et mû par un petit affluent de l'Esche. Ce moulin appartenait par moitié aux seigneurs de Manonville et à l'abbé de Saint-Léon de Toul.

### Epoque moderne
La carte spéciale des régions dévastées. 52 SE, Commercy [Sud-Est] / [Service géographique de l'armée] 1920, indique le lieu-dit Bois de bas (fig. 1) comme "bois disparu, démoli ou coupé", en vue de la détermination des indemnités de dommage de guerre.

## Politique et administration
| Période                                  | Période                   | Identité                                              | Étiquette | Qualité                                         |
| ---------------------------------------- | ------------------------- | ----------------------------------------------------- | --------- | ----------------------------------------------- |
| Les données manquantes sont à compléter. |                           |                                                       |           |                                                 |
| juillet 2003                             | 2014                      | Christian Lucie                                       |           |                                                 |
| avril 2014                               | En cours (au 23 mai 2020) | Jean-François Segault, Réélu pour le mandat 2020-2026 |           | Ancien artisan, commerçant ou chef d'entreprise |

## Démographie
L'évolution du nombre d'habitants est connue à travers les recensements de la population effectués dans la commune depuis 1793. Pour les communes de moins de 10 000 habitants, une enquête de recensement portant sur toute la population est réalisée tous les cinq ans, les populations de référence des années intermédiaires étant quant à elles estimées par interpolation ou extrapolation. Pour la commune, le premier recensement exhaustif entrant dans le cadre du nouveau dispositif a été réalisé en 2004.

En 2022, la commune comptait 408 habitants, en évolution de +8,51 % par rapport à 2016 (Meurthe-et-Moselle : −0,13 %, France hors Mayotte : +2,11 %).
| 1793 | 1800 | 1806 | 1821 | 1831 | 1836 | 1841 | 1846 | 1851 |
| ---- | ---- | ---- | ---- | ---- | ---- | ---- | ---- | ---- |
| 295  | 298  | 319  | 312  | 336  | 387  | 391  | 377  | 395  |

| 1856 | 1861 | 1872 | 1876 | 1881 | 1886 | 1891 | 1896 | 1901 |
| ---- | ---- | ---- | ---- | ---- | ---- | ---- | ---- | ---- |
| 402  | 427  | 410  | 408  | 383  | 385  | 357  | 354  | 355  |

| 1906 | 1911 | 1921 | 1926 | 1931 | 1936 | 1946 | 1954 | 1962 |
| ---- | ---- | ---- | ---- | ---- | ---- | ---- | ---- | ---- |
| 336  | 298  | 252  | 204  | 197  | 177  | 170  | 241  | 218  |

| 1968 | 1975 | 1982 | 1990 | 1999 | 2004 | 2006 | 2009 | 2014 |
| ---- | ---- | ---- | ---- | ---- | ---- | ---- | ---- | ---- |
| 193  | 178  | 276  | 312  | 353  | 439  | 460  | 445  | 395  |

| 2019 | 2022 | - | - | - | - | - | - | - |
| ---- | ---- | - | - | - | - | - | - | - |
| 403  | 408  | - | - | - | - | - | - | - |

## Économie
L'abbé Grosse indique dans son dictionnaire statistique pour cette commune vers 1836 :
«Surf, territ., 5o5 hect., dont 25o en terres labour., 90 en prés, 82 en bois et 81 en vignes dont les produits sont assez recherchés. Mesures de Pont-à-Mousson, mais la toise de Lorraine de 10 pieds y était en usage, ainsi que les suivantes : le jour de terres labourables valait 400 verges, ou 3a ares 70 centiares 5. Le jour de prés, vignes, chènevières, seulement 200 verges, ou 16 ares 35 cent. L'arpent de bois valait 230 verges, ou 20 ares 44 cent.»
Indiquant les traditions agricoles et viticoles du village avant les épidémies qui ont détruit les vignes du Toulois.

### Secteur primaire ouAgriculture
Le secteur primaire comprend, outre les exploitations agricoles et les élevages, les établissements liés à l’exploitation de la forêt et les pêcheurs.
D'après le recensement agricole 2010 du Ministère de l'agriculture (Agreste), la commune de Domèvre-en-Haye était majoritairement orientée sur la production de céréales et d'oléagineux sur une surface agricole utilisée d'environ 149 hectares (surface cultivable communale) en hausse depuis l'an 2000 - Le cheptel en unité de gros bétail s'est réduit de 20 à 0 entre 1988 et 2010. Il n'y avait plus que 1 exploitation agricole ayant son siège dans la commune employant 1 unité de travail.

## Culture locale et patrimoine

### Lieux et monuments

#### Édifice religieux
- Église Saint-Léger : tour romane, nef XVIIIe siècle, cadran solaire double. La nouvelle église a été bénie le 29 septembre 1737, jour de la Saint-Michel.

### Personnalités liées à la commune
- Les seigneurs de Manonville (voir la monographie d' H LEFEVBRE)

### Héraldique
| Blason de Domèvre-en-Haye | Blason  | D'or à la croix de sable frettée d'argent. |
| Blason de Domèvre-en-Haye | Détails | Création Ed. Des Robert, 1953.             |